# Brugine
Brugine ist eine nordostitalienische Gemeinde (comune) mit 7132 Einwohnern (Stand 31. Dezember 2023) in der Provinz Padua in Venetien. Die Gemeinde liegt etwa 15 Kilometer südöstlich von Padua. Bis zur venezianischen Lagune bzw. zur Adria sind es etwa 10,5 Kilometer in östlicher Richtung.